# ホイッグ党 (イギリス)
ホイッグ党（ホイッグとう、英語: Whig Party）は、かつて存在したイギリスの政党。後の自由党及び自由民主党の前身にあたり、議会による王権制限を主張する反王党派政党。
ホイッグ党の起こりはイングランド王チャールズ2世の時代の1678年から1681年にかけての王位継承問題で、カトリックであったチャールズ2世の弟ヨーク公ジェームズ（後のジェームズ2世）の即位に反対の立場をとった「反王権派」の人達をさして"Whiggamore"と言ったのが始まりである。Whigはスコットランド方言の「馬を乗り回す」から来ていると見られる。商工業者や非国教徒に支持され、王権制限・議会主権を主張し、途中から反カトリックのプロテスタント主義だった時代を経てから宗教的寛容（非イングランド国教会教徒の擁護）へと唱えるようになった。血統による王位継承という原理を否定し、議会の決定によってウィリアム3世を即位させた出来事はホイッグ党の主張の実行成功を意味した。宗教的には英国国教会におけるリベラル層と非国教徒を含み、政治的には共和主義者（英国王廃止派）も含むものの、中心は制限王政論者である。資本家や中産階級、商工業者や非国教徒に支持され、王権制限・議会主権・宗教的寛容（当初は親プロテスタント反カトリックであったが途中から非英国国教徒全体擁護派）を主張した。当時の英国二大政党として、トーリー党（王党派政党）と対立した。1680年代から1850年代にかけて、ライバルであるトーリー党と権力を争った。1850年代にホイッグ党がピール派および急進派と合併し、自由党となった。1886年、アイルランド自治問題に対する多くのホイッグ党員が「アイルランド自治反対」を理由の自由党離脱後に自由統一党を結成した

## 歴史

### 王位継承問題
1660年に清教徒革命後の王政復古を受けて即位したチャールズ2世には嫡子がおらず、次のイングランド王にはチャールズの弟ヨーク公ジェームズが就くと目されていた。しかし、国教はプロテスタントのイングランド国教会であり、カトリックの王を頂くことに対して強い抵抗感があった。この後継問題はイングランド議会においてもジェームズの即位を認めるグループと認めないグループの間で激しい論争となった。ここで賛成派が反対派を指してWhigと呼んだのがホイッグの始まりである。
Whigはスコットランド語の"whiggamor"から来ており、意味は｢謀反人｣とか｢馬泥棒｣と言う意味である。一方の反対派は、賛成派を指してTory、アイルランド語で｢ならず者｣、｢盗賊｣と言うあだ名を付けた。これがトーリー党の始まりになった。ホイッグ党の事実上の創設者はシャフツベリ伯爵アントニー・アシュリー＝クーパーで、トーリー党の前身である宮廷党はチャールズ2世の側近であるダンビー伯トマス・オズボーンが作り上げた。ホイッグ党は議会重視と非国教徒の寛容を掲げ、トーリー党は国王尊重と国教会堅持で寛容を認めなかった。
1678年のカトリック陰謀事件で反カトリックの風潮が漂い、ジェームズはイングランドから出国、ダンビー伯もフランス王ルイ14世との密約が発覚してロンドン塔へ投獄、議会はホイッグ党優位となった。ホイッグ党はこれらを背景にチャールズ2世の庶子モンマス公ジェームズ・スコットの嫡子への格上げで次期国王にすることを目論み、ジェームズから王位継承権を剥奪する王位排除法案を議会で通過させようと試みたが、チャールズ2世とトーリー党の反対を受けて認められなかった。1681年にチャールズ2世は議会を解散すると、ホイッグ党の地盤である地方の治安判事と自治都市を切り崩してトーリー派に交替させたためホイッグ党が不利になり、シャフツベリ伯の亡命とライハウス陰謀事件による指導者層の排除でホイッグ党は衰退した。モンマスも事件との関与を疑われイングランドから亡命（後に反乱を起こし処刑）、ジェームズの即位は認められ、1685年にチャールズ2世亡き後にイングランド王ジェームズ2世として王位についた。
なお、この時点でのホイッグ及びトーリーは、いずれも綱領を採択して党として一致した政策の実現を目指すという現在のような政党（Party）ではなく、あくまでもジェームズの即位問題にのみ特化されたグループであった。

### 名誉革命
先の王位継承問題において、トーリーのようにジェームズに対しての王位継承を認めたグループが存在した理由は、ジェームズもまた嫡子がおらず、カトリックの王もジェームズ1代限りという諦めにも似た妥協が存在したためである。カトリックの王ジェームズ2世はカトリックに対しての保護政策を取り、既にイングランドにおいては時代遅れな絶対王政的態度を取るが、それもジェームズ2世の1代限りと諦めるしかなかった。
しかし1688年、ジェームズ2世の王妃メアリーが王子ジェームズを生むと事態は一変し、次のイングランド王もカトリックの王として即位する恐れからホイッグとトーリーは一致団結してジェームズ2世を排除する行動をとり始めた。オランダからジェームズ2世の娘メアリーと夫であるジェームズ2世の甥のオランダ総督ウィレム3世を招き寄せメアリー2世・ウィリアム3世として即位させ、ジェームズ2世とその家族は抵抗を諦めてフランスに亡命させられた。これが名誉革命である。
名誉革命後の政権はホイッグ党・トーリー党から閣僚が登用されたが、1694年にホイッグ党が議会で多数を占めるとトーリー派の政治家が更迭、代わりにホイッグ党員が補充された。この時に閣僚として登用されたホイッグ党の政治家はジャントーと呼ばれ、チャールズ・モンタギュー、ジョン・サマーズ、トマス・ウォートン、エドワード・ラッセルらが中心となって政権を取り仕切った。
ホイッグ党政権は大同盟戦争で戦費調達の必要性から国債制度とイングランド銀行を創設して戦時体制を整え、合わせて出版の自由化と議会選挙を3年に一度実施する法案を可決させ、貨幣改鋳も行い後の時代に大きな影響を与えた。しかし戦後はトーリー党が政府批判を展開し、ホイッグ党政権からは閣僚が相次いで辞任していったためホイッグ党は弱体化していった。戦争に対する方針も出来上がり、ホイッグ党は大陸政策を推進、トーリー党は反戦派で海上政策を重視していた。

### 議院内閣制の成立
1702年にウィリアム3世が死去（メアリー2世も1694年に死去）、メアリー2世の妹アンが即位するとホイッグ党政権は倒れ、トーリー党からアンとの関係が深いシドニー・ゴドルフィンが大蔵卿に就任、新政権を率いることになった。ゴドルフィンはトーリー党員だが穏健派であり、友人のマールバラ公ジョン・チャーチルはイングランド軍の総司令官としてスペイン継承戦争を戦い、妻のサラ・ジェニングスはゴドルフィンと共にアンの親交が深いため、中道派として政権を運営していた。それでもホイッグ党が議会で盛り返すと戦争遂行とスコットランドとの合同のためホイッグ党と手を組み、1707年のグレートブリテン王国成立に繋がった。
だが、ホイッグ党嫌いのアンからは不興を買い、戦争の長期化でトーリー党からも非難されゴドルフィンの立場は危うくなり、1710年に大蔵卿を更迭され、ホイッグ党も総選挙で大敗してトーリー党が議会の過半数を占めると指導者のロバート・ハーレーが1711年に大蔵卿に就任、トーリー党の有力者のヘンリー・シンジョンが国務大臣となり、ホイッグ党員の閣僚は罷免され野党に転落した。ハーレーは和平邁進のためマールバラ公を司令官から罷免、1712年にフランスと単独講和して翌1713年のユトレヒト条約を締結、オックスフォード＝モーティマー伯爵にも叙任され（シンジョンもボリングブルック子爵に叙任）、同年の総選挙でも勝利して絶頂期を迎えた。
ところが、トーリー党にも弱点があった。オックスフォードとボリングブルックは和平工作では一致していたが、その後主導権を巡って争っていた。大陸へ逃れたジェームズ2世の同名の息子ジェームズを支持するジャコバイトが党内に含まれていて、オックスフォードは嫡子のいないアンの後継者に決まっていた又従兄でドイツのハノーファー選帝侯ゲオルク・ルートヴィヒを支持していたが、ボリングブルックはジャコバイトを支持、オックスフォードは党内一致に失敗して分裂を招いた。また、ゲオルク・ルートヴィヒはかつてマールバラ公と共闘していた関係からマールバラ公の罷免と同盟国を見捨てた単独講和を推進したトーリー党に不満を抱いていたため、新王朝でトーリー党の繁栄は期待出来なくなっていた。更に、オックスフォードは身持ちの悪さからアンに見限られ大蔵卿を罷免、後任を望んでいたボリングブルックも公金横領の不正が明らかになると同じくアンの信用を失い政権への影響力を失った。
そして、アンが1714年に亡くなりステュアート朝は断絶、ドイツからゲオルク・ルートヴィヒが迎えられジョージ1世として即位した。これがハノーヴァー朝である。ジョージ1世は既に54歳であり、英語を話す能力も新しく覚える能力もなく、イギリス王に即位してからもハノーファーに滞在する時間の方が多かったため、国政の一切はホイッグ党を中心とした内閣に委ねられることになった。ジョージ1世の信任を背景にしたホイッグ党は、1715年の総選挙勝利とジャコバイト蜂起を期にトーリー党の弾劾に取りかかり、オックスフォードをロンドン塔に投獄、逃亡してジャコバイトへ合流したボリングブルックらを私権剥奪、ホイッグ党の優位を決定的にした。かくして、わずか3年でオックスフォード政権は崩壊、ホイッグ党の長期政権が成立した。
新政権はジェームズ・スタンホープ、サンダーランド伯チャールズ・スペンサー、タウンゼンド子爵チャールズ・タウンゼンド、ロバート・ウォルポールの4人が中心となったが政争でタウンゼンドとウォルポールは下野、スタンホープとサンダーランドが与党となった。しかし、1720年にウォルポールとタウンゼンドは政府と妥協して与党に戻り、南海泡沫事件の対処に追われたスタンホープは1721年に急死してサンダーランドも信用を失い、事件を収束させたウォルポールが政権を掌握した。そして後にタウンゼンドも辞任しウォルポールの単独政権が成立した。
1721年当時のイギリス内閣のトップだった時の大蔵卿はホイッグのリーダーとなったウォルポールで、事実上の首相として21年間内閣の指揮をとった。現在ではウォルポールがイギリスの初代首相と見なされている。この時代は内閣が国王ではなく議会に対して責任を負う議院内閣制が発達した時代で、ウォルポールは総選挙に敗れて首相の座を退任している。またホイッグが政党としてのホイッグ党としての体裁を取り始めた時代でもある。
ホイッグ党はウォルポールの下で近代的なイギリス議会の最初の政権党としてスタートし、ウォルポール以降もしばらくホイッグ党員が首相となり、ウィルミントン伯スペンサー・コンプトン、ヘンリー・ペラム、ニューカッスル公トマス・ペラム＝ホリス、デヴォンシャー公ウィリアム・キャヴェンディッシュ（ウィリアム・ピットとの連立政権）が首相に在任、ビュート伯ジョン・ステュアートが短期間のトーリー党内閣を樹立した1762年まで政権の中枢にあった。初期のイギリス議会ではホイッグ党が優勢だったわけである。
ホイッグ党とトーリー党という2大勢力が発展したことによって、イギリス議会ではホイッグ党とトーリー党が交代で政権を運営する二大政党制が発達した。このころのホイッグの政策は自由主義に裏打ちされるもので、資本主義の発達を促すブルジョワジーを優遇し、自由貿易を促進し、その障壁となるものを撤廃しようとする政策を取っていた。この最たるものが穀物法の撤廃である。以降イギリスではホイッグを指して自由主義そのものと取れるようなテキストの使われ方がなされるようになる。ホイッグ史観などはその典型である。

### ホイッグから自由党へ
産業革命の進展により1830年代から1860年代にかけて都市において工場労働者が増大し、彼らはチャーティスト運動と呼ばれる選挙権の拡大、選挙法の改正、生活向上の要請運動を展開し始めた。また1868年には第二回選挙法改正によって彼らの要求が認められ、都市労働者に対して選挙権が与えられた。これら労働者の運動は議会政治の場にも影響をあらわしはじめ、1830年代以降のイギリス議会政治は政界再編の場となった。ホイッグ党ではパーマストン子爵ヘンリー・ジョン・テンプルの頃にホイッグ党から自由党への名称の変更が行われた。

### 紳士クラブ

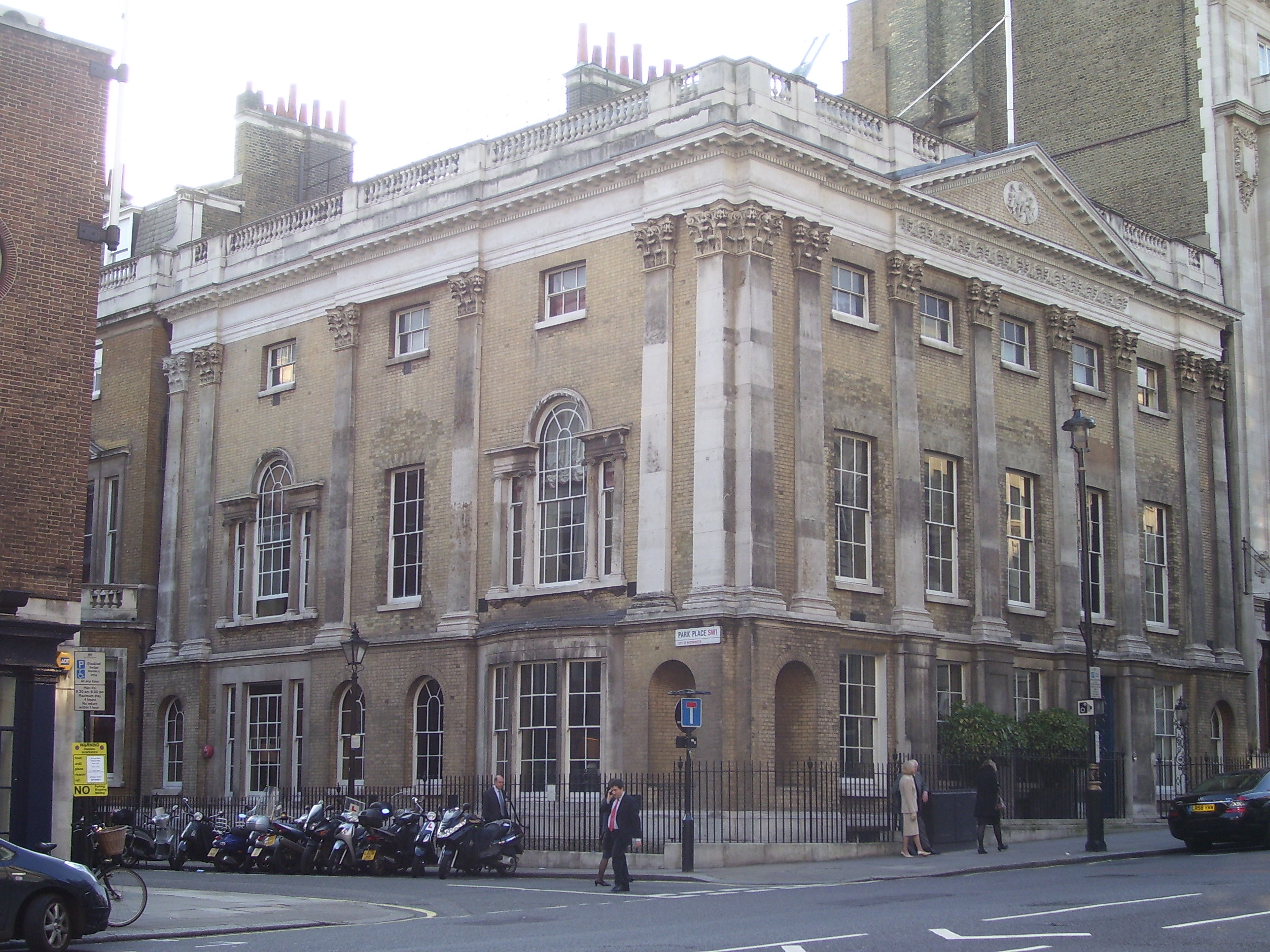
現在もセント・ジェームズ通りに現存するブルックス。

ホイッグ党の有力者がよく集まった会員制紳士クラブに「ブルックス（Brooks's）」がある。1764年にポートランド伯爵ら4人の公爵を含む27人のメンバーの社交場として設立された。翌年にはチャールズ・ジェームズ・フォックスが16歳で入会している。ブルックスの名は1777年に経営者となったワイン商で金貸しのウィリアム・ブルックスの苗字から。セント・ジェームス通りにある現在の建物は、ヘンリー・ホランドの設計で、1778年に建てられたもので、図書室や宴会場、賭博場などがある。現在も女性は正会員になれず、最も閉鎖的な社交クラブのひとつと言われている。入会金・年会費はともにそれぞれ1,225ポンド。